# Mashed Potatoes U.S.A.
"Mashed Potatoes U.S.A." é uma canção rhythm and blues de James Brown lançada em 1962 como single pela King Records. Alcançou o número 82 da parada Pop e número 21 da parada R&B. O título se refere à dança Mashed Potato, popular na época. Na canção, Brown afirma "Here I am and I'm back again", então fala de seu plano de levar as "mashed potatoes" (os movimentos da dança) para as cidades em que ele se apresentará. Ele então checa seu itinerário, começando com Nova Iorque e finalizando em sua terra natal Augusta, Geórgia.